# 堯卡德爾羅薩里奧區
14°10′25″S 75°22′41″W / 14.1737°S 75.3780°W
堯卡德爾羅薩里奧區（西班牙語：Distrito de Yauca del Rosario）是秘魯的一個區，位於該國中南部伊卡大區的伊卡省，始建於1855年6月25日，面積1,289.1平方公里，海拔高度825米，2005年人口1,030，人口密度每平方公里0.8人。